# Rasagilina
La rasagilina è un farmaco utilizzato per la cura del Parkinson.
È un inibitore delle monoaminossidasi (MAO), sia di tipo A che B, sebbene evidenzi un'attività maggiore nei confronti delle MAO di tipo B.
È stato sviluppato dalla Teva Pharmaceutical Industries.